# Салих Аль аш-Шейх
Са́лих ибн Абдуль-Азиз Аль аш-Шейх (араб. صالح بن عبد العزيز آل الشيخ‎) — саудовский богослов-салафит; министр по делам ислама, вакуфов, призыва и наставления Саудовской Аравии в 1998—2014 годах, с 29 января 2015 года и по сей день. Салих Аль аш-Шейх является потомком Мухаммада ибн Абд аль-Ваххаба и выходцем из семейства Аль Шейх.
Салих Аль аш-Шейх родился в 1959 году (1378 год по хиджре) в городе Эр-Рияд. Его отец — Абдуль-Азиз ибн Мухаммад Аль аш-Шейх был старшим сыном первого Верховного муфтия Саудовской Аравии — шейха Мухаммада ибн Ибрахима. После получения начального образования Салих Аль аш-Шейх поступил на инженерный факультет университета короля Сауда в Эр-Рияде, затем перевёлся на факультет основ религии (усул ад-дин) Исламский университет имама Мухаммада ибн Сауда.
В 1996 году Салих Аль аш-Шейх королевским указом был назначен заместителем министра по делам ислама, вакуфов, призыва и наставления Саудовской Аравии, а в 1998 году — министром по делам ислама. Помимо министерского поста, Салих является руководителем и членом нескольких других религиозных организаций: член Высшего совета по делам ислама, руководитель благотворительного Учреждения по призыву к исламу и комплекса короля Фахда по изданию Корана, председатель Высшего совета по вакуфам и др.